# Rina Chibany
Rina Chibany (1991, Zahlé, Líbano) es una modelo  y reina de belleza libanesa ganadora del título Miss Líbano 2012 y representante de dicho país en el certamen Miss Universo 2012.

## Vida personal
Rina es una joven modelo del Líbano que creció en la pequeña ciudad de Zahlé ubicada en el centro del país con sus padres y su hermana gemela, la cual curiosamente fue la primera finalista del mismo concurso que ganó Rina. Ella ha sido una nadadora activa durante dieciocho años y otra de sus aficiones es la pintura y la lectura. Adicionalmente, estudia Arquitectura interior ya que desea tener una empresa de diseño de interiores.

## Miss Universo 2012
Rina como ganadora del certamen nacional es su país, representó al Líbano en el certamen Miss Universo 2012 que se celebró en la ciudad de Las Vegas, Estados Unidos, donde compitió con otras 88 candidatas de diferentes naciones y territorios autónomos. No clasificó en el grupo de cuartofinalistas del certamen, donde resultó triunfadora la estadounidense Olivia Culpo.
| Predecesor: Yara Al Khoury-Mikhael | Miss Líbano 2012 | Sucesor: Karen Ghrawi |